# 5月天諾亞方舟
《5月天諾亞方舟》，是臺灣樂團五月天的第二部演唱會電影，拍攝自「諾亞方舟世界巡迴演唱會」，片長約長達121分鐘。電影中不但有演唱會中穿插的串場劇情，也紀錄從2011年底到2013年兩年來巡迴的演唱會經典片段。這次電影除了有3D電影版本，也首度使用4DX技術，為全球首部4DX演唱會電影。

## 劇情

### 故事
故事主軸以馬雅人2012年12月21日為末日之預言貫穿，末日不如預言發生，但貪婪的人類對自然與社會的無度需索、予取予求，終於有一天新能源廠事故，造就人類自食惡果，文明毀滅。
劇情以小男孩找到一把吉他作為開端，和爺爺在人類親手造成的末日前夕相逢。爺爺想著自己因不會彈奏吉他而錯失了人生與愛情，便打電話給過去的自己，希望改變這個過去的事實，進而改變生命，讓走向末路的人類文明起死回生。

### 演唱會
『諾亞方舟』演唱會共以五大主題串聯 ——「末日：2012不是預言」、「留戀：時光靜止的那一年」、「笑忘：如果還有明天」、「第一天：追尋第二人生」及「未來：美麗烏托邦」。
從2011年至2013年的諾亞方舟演唱會和五月天的專輯《第二人生》一樣共分為〈末日版〉與〈明日版〉2種版本：
- 〈末日版〉面對未知末日，在最後一夜「末日狂歡」

```
 末日演唱會上呈現的逼真末日景象，由五月天領航用音樂打造的諾亞方舟，帶領觀眾逃離恐懼與悲傷，用音樂與歡樂享受末日前夕的最後一夜。
```

- 〈明日版〉世界未末日，邁向明日的「明日重生」

```
 於2012年12月22日起全面翻新的明日版演唱會，象徵最終瑪雅人預言的世界末日沒有到來，你就有機會選擇你的第二人生。
```

## 演員陣容

### 主演角色
| 演員   | 角色類型                                                               |
| ------ | ---------------------------------------------------------------------- |
| 陳信宏 | 五月天主唱阿信，串場劇情中飾演「方舟對撞計畫」的五名志願者之一         |
| 溫尚翊 | 五月天團長兼吉他手怪獸，串場劇情中飾演「方舟對撞計畫」的五名志願者之一 |
| 石錦航 | 五月天吉他手石頭，串場劇情中飾演「方舟對撞計畫」的五名志願者之一       |
| 蔡昇晏 | 五月天貝斯手瑪莎，串場劇情中飾演「方舟對撞計畫」的五名志願者之一       |
| 劉冠佑 | 五月天鼓手冠佑，串場劇情中飾演「方舟對撞計畫」的五名志願者之一         |

### 劇情演出
| 演員   | 角色類型                             |
| ------ | ------------------------------------ |
| 林依晨 | 飾演串場劇情中的女主角小晨           |
| 言承旭 | 飾演串場劇情中的男主角東仔           |
| 林暉閔 | 飾演串場劇情中老東仔之孫 小暉        |
| 林天扶 | 飾演串場劇情中年老的東仔，小暉的爺爺 |

## 幕後

### 製作
五月天繼2011年的《五月天3DNA》後，斥資億元於2013年9月推出第2部全新3D演唱會電影《5月天諾亞方舟 MAYDAY NOWHERE 3D》，諾亞方舟停靠超過40座城市、71場次，並創下268萬演唱會觀看人次等驚人紀錄，這次透過電影紀錄巡迴兩年來的演唱會精華。此次電影不但採用3D技術高規格拍攝、結合最新4DX製作，為全球首部4DX演唱會電影，還與負責奧運開幕式、世界盃足球賽轉播的德國團隊，採用空中萬向攝影機Spidercam等多種高科技器材拍攝，並交由好萊塢等級3D後製團隊「兔將創意影業」進行3D部分鏡頭後製。

### 剪輯
此次的3D電影因為有了先前的經驗，所以在製作方面顯得更加熟練，難得的是此次五月天也親自投入電影幕後的工作。除了團員們首度擔任電影導演外，阿信更與知名MV導演黃中平擔任共同編劇，其實鮮為人知的是，「諾亞方舟演唱會」中的串場VCR腳本構想就出自他們兩人之手，阿信不但擔任編劇也投入剪接工作，他對電影的幕後工作頗有興趣，如今看到歷經血汗的作品受到大家的喜愛與支持，直呼「我玩得很過癮！」。相信音樂營運長謝芝芬曾表示：「阿信因對陽光的刺激過敏，完全無法拍電影，若要進入電影圈，阿信更適合當編劇或導演。」，更讚他：「阿信對剪接的敏感度非常強烈，節奏感很好，他有這方面的才華。」
這次電影中擷取了許多不同城市的演唱會片段，例如台北小巨蛋、上海虹口足球場、香港紅磡體育館、北京鳥巢、高雄世運主場館等等，像是電影中團員在演唱會上的Talking片段也是利用巧妙的剪輯技術將不同城市的畫面完整合併起來的。

### 製作團隊
| 名稱         | 公司名稱／單位                                 |
| ------------ | ---------------------------------------------- |
| 出品         | 相信音樂國際股份有限公司                       |
| 協力製作     | 傳翼數位影像 大腕影像 兔將創意影業股份有限公司 |
| 演唱會製作   | 必應創造                                       |
| 拍攝製作     | 品器有限公司                                   |
| 主演         | 五月天                                         |
| 劇情主演     | 林依晨 言承旭                                  |
| 聯合演出     | 林暉閔 林天扶                                  |
| 劇情旁白     | 雷光夏                                         |
| 立體影像總監 | 李昭樺                                         |
| 視覺特效總監 | 龔仲湘                                         |
| 攝影指導     | 金鑫 余靜萍                                    |
| 立體影像指導 | 游凱迪                                         |
| 音樂         | 五月天                                         |
| 聲音指導     | 黃士                                           |
| 製片         | 張鳳美 劉名峯                                  |
| 監製         | 謝芝芬                                         |
| 出品人       | 陳勇志                                         |
| 劇情導演     | 黃中平                                         |
| 編劇         | 陳信宏 黃中平                                  |
| 導演         | 五月天 劉名峯                                  |

## 電影歌曲

### 主題曲
主題曲〈傷心的人別聽慢歌（貫徹快樂）〉，是五月天為電影所創作演唱的單曲，同時也作為2013年可口可樂年度主題曲。

### 電影原聲帶
電影原聲帶《諾亞方舟 世界巡迴演唱會Live》，於2013年9月27日由相信音樂製作、台灣索尼音樂娛樂全面發行。

## 獎項
- The International 3D Society協會 第五屆3D創意藝術獎－國際現場活動傑出成就獎《5月天諾亞方舟》

## 票房
2013年9月18日台灣上映，首周全臺票房至2058萬元。中國大陸地區9月19日上映，截至9月23日，全國票房達1500萬元人民幣，首週票房排名第六位，約打平2011年五月天的第一部3D演唱會電影《五月天追夢3DNA》，其後遇「十一」連假，在其他電影影響下，排片量縮減。臺灣與中國大陸累計票房總計突破億元。

## 再度上映
- 2014年1月10日至15日，於台灣信義威秀影城3D、4DX同步二度上映。
- 2014年1月17日至23日，於台灣信義威秀影城3D、4DX同步三度上映。
- 2014年9月26日至10月1日，於台灣台北、新竹大遠百威秀影城4DX四度上映。
- 2014年10月17日至23日，於台灣台北、新竹大遠百威秀影城3D、4DX同步五度上映。

## 評價
- 正面

臺灣知名創作人陳樂融在評論中表示：「上一部《五月天追夢3DNA》讓我失望，沒想到這次《5月天諾亞方舟》果真驚豔。穿插的微電影比上次有意思，但邏輯還是簡單了些。兩個小時完全沉浸在五月天的熱情能量中。除了『諾亞方舟』演唱會舞台規格、視效品質已是經典，電影攝影、剪接真正做到一雪前恥，給了觀眾媲美、甚至超越現場感受的震撼。」
- 負面

9月19日中國大陸地區上映當日，一般觀衆與五月天粉絲對此片態度迥異。普通觀衆表示演唱會電影無法接觸真人、感受不到演唱會熱烈氛圍、該片出現字幕錯字、聲音畫面不同步、鏡頭搖晃等，3D效果也備受爭議，給人演唱會DVD Live的感覺。亦有歌迷表示電影版畢竟不及真人演唱會刺激。

## DVD
2014年12月10日開始預購，正式發行依版本不同分為：2014年12月26日（藍光2D、DVD）、2015年1月9日（藍光3D）。
共發行五種版本：
- 諾亞方舟 藍光3D + Live in Live DVD〔鐵盒3D旗艦版〕
- 諾亞方舟 藍光2D + Live in Live DVD〔鐵盒藍光套裝版〕
- 諾亞方舟 DVD + Live in Live DVD〔鐵盒DVD套裝版〕
- 諾亞方舟 藍光2D〔平裝藍光版〕
- 諾亞方舟 DVD〔平裝DVD版〕

## 外部連結
- （繁體中文）《五月天諾亞方舟》電影官方網站
- （繁體中文）5月天 諾亞方舟 3D （页面存档备份，存于）
- Yahoo奇摩電影上《5月天諾亞方舟》的資料（繁體中文）

- 開眼電影網上《5月天諾亞方舟》的資料（繁體中文）
- 时光网上《5月天諾亞方舟》的資料（简体中文）
- 豆瓣电影上《5月天諾亞方舟》的資料 （简体中文）
- 香港影庫上《5月天諾亞方舟》的資料（繁體中文）
- 互联网电影数据库（IMDb）上《5月天諾亞方舟》的资料（英文）

- - YouTube上的Mayday五月天《傷心的人別聽慢歌（貫徹快樂）》官方完整版音檔
  - YouTube上的《五月天諾亞方舟Mayday NOWHERE 3D》電影首支官方預告
  - YouTube上的《5月天諾亞方舟3D》電影製作特輯-震撼視效篇
  - YouTube上的9/8pm6:00《5月天諾亞方舟3D》電影首映會YouTube全球直播
  - YouTube上的9/8pm6:00《5月天諾亞方舟3D》電影首映會YouTube直播
  - YouTube上的就是今天9/8pm6:00《5月天諾亞方舟3D》電影首映會YouTube直播
  - YouTube上的《5月天諾亞方舟3D》電影首映會YouTube直播實況
  - YouTube上的《5月天諾亞方舟3D》電影特輯-必應主播篇::9/18全台3D上映
  - YouTube上的《5月天諾亞方舟3D》電影特輯-名人花絮篇::9/18全台3D上映
  - YouTube上的《5月天諾亞方舟3D》電影特輯-五迷心聲篇::9/18全台3D上映
  - YouTube上的搶先體驗《5月天諾亞方舟3D》電影 3D版預告::9/18全台3D上映
  - YouTube上的全面秒殺!!! 9/18《5月天諾亞方舟3D》電影全面3D上映
  - YouTube上的這一生第一次搶到五月天演唱會門票!!!
  - YouTube上的《5月天諾亞方舟3D》電影特輯-眾星推薦篇::現正熱映中!!!
  - YouTube上的《5月天諾亞方舟3D》電影特輯-五月天解構篇::現正熱映中!!!

- - YouTube上的Mayday五月天諾亞方舟演唱會【倔強】北京鳥巢 20萬人肉彩虹
  - YouTube上的2013.08.17五月天《諾亞方舟》最終返航北京鳥巢-《鳥巢倔強2013版》
  - YouTube上的Mayday五月天《傷心的人別聽慢歌（貫徹快樂）》MV官方完整版-《諾亞方舟3D》電影主題曲
  - YouTube上的Mayday五月天《傷心的人別聽慢歌（貫徹快樂）》MV官方可口可樂版-2013可口可樂CocaCola年度主題曲
  - YouTube上的《5月天諾亞方舟3D》電影主題曲《傷心的人別聽慢歌（貫徹快樂）》 官方LIVE版
  - YouTube上的五月天feat家家[如煙+如果還有明天 官方LIVE 2CD版MV]

- - YouTube上的寰亞電影發行《5月天諾亞方舟3D》電影預告片 3D步步近逼 即將上映
  - YouTube上的寰亞電影發行《5月天諾亞方舟3D》優先場觀後感 10月11日 震撼香港
  - YouTube上的寰亞電影發行《5月天諾亞方舟3D》首映禮觀後感 今日 震撼香港
  - YouTube上的寰亞電影發行《5月天諾亞方舟3D》首映禮花絮（30秒版） 今日 震撼香港
  - YouTube上的寰亞電影發行《5月天諾亞方舟3D》首映禮花絮（90秒版） 今日 震撼香港